# Ethel Falls
Die Ethel Falls sind ein Wasserfall im Grey District der Region West Coast auf der Südinsel Neuseelands. In den Neuseeländischen Alpen liegt er im Lauf des Ethel Stream, der unweit hinter dem Wasserfall in südlicher Fließrichtung in den Waiheke River mündet. Seine Fallhöhe beträgt 95 Meter.